# Biseksualiteit

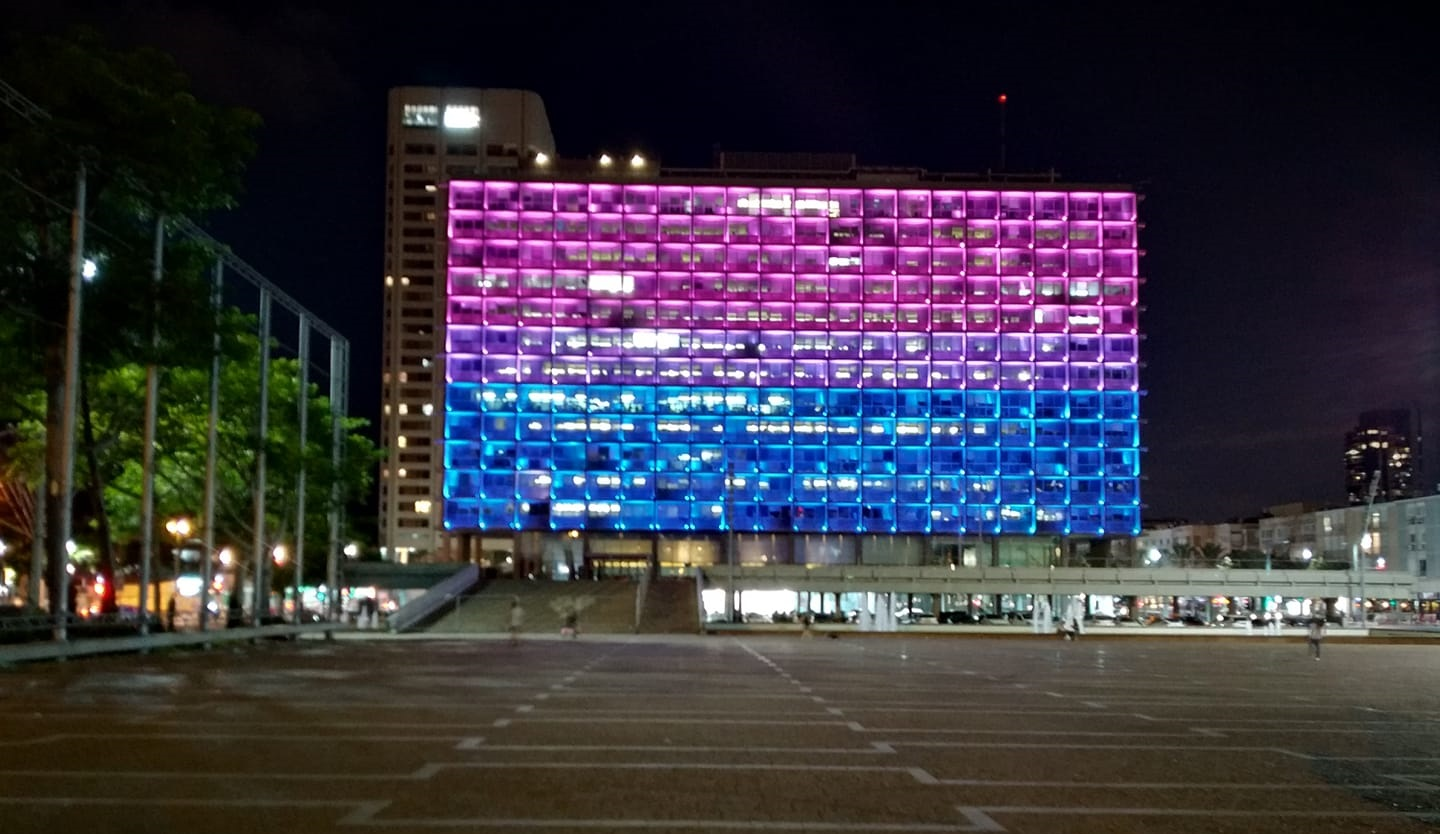
Stadhuis van Tel Aviv verlicht met de kleuren van de biseksualiteitvlag, 23 september 2019

Biseksualiteit is het ervaren van seksuele aantrekking tot en, afhankelijk van de definitie,gevoelens voor zowel mannen als vrouwen. Het kan ook betrekking hebben op het ervaren van seksuele aantrekking tot, en romantische gevoelens voor, mensen ongeacht hun geslacht of genderidentiteit. Dit laatste wordt ook wel aangeduid met de term panseksualiteit.
Biseksualiteit is in diverse gemeenschappen waargenomen gedurende de geschiedenis van de mensheid. Het komt ook bij andere diersoorten voor. 
De term biseksualiteit stamt uit de 19e eeuw, net als de termen hetero- en homoseksualiteit.

## Beschrijving
Het begrip biseksualiteit is een van de vijf classificaties van seksuele geaardheid. De andere vier zijn heteroseksualiteit, homoseksualiteit, panseksualiteit en aseksualiteit. Deze classificaties zijn niet strikt afgebakend en voor hetero- en homoseksualiteit is er sprake van een continuüm. Soms wordt voor dit deel van dat continuüm ook wel de term bi+ gebruikt, die verwijst naar iedereen met een seksuele oriëntatie die zich richt op meer dan één gender, inclusief mensen die zich niet als bi- of panseksueel identificeren, maar die wel een niet-monoseksuele oriëntatie hebben.
Een persoon met een biseksuele identiteit hoeft zich niet in gelijke mate aangetrokken te voelen tot beide seksen. Mensen met een voorkeur voor een van beide seksen kunnen zichzelf toch biseksueel noemen, als ze in meer of mindere mate ook een seksuele aantrekking tot de andere sekse ervaren. Bovendien kan iedere seksuele oriëntatie in de loop van iemands leven verschuiven.
De seksuele geaardheid komt niet altijd overeen met het seksuele gedrag en de seksuele identiteit, bijvoorbeeld bij biseksuelen die nog in de kast zitten. Zij voelen zich biseksueel, maar gedragen zich hetero- of homoseksueel. Ook zijn er mensen die wel biseksuele relaties hebben, maar zich niet identificeren als biseksueel. Dat blijkt uit een grootschalig onderzoek naar seksuele voorkeur in 2007 door het Landelijk Netwerk Biseksualiteit.
Binnen de biseksuele geaardheid is een grote diversiteit in beleving en gedrag. Sommige mensen voelen zich wel seksueel en emotioneel aangetrokken tot beide geslachten, maar niet in gelijke mate. Anderen voelen zich seksueel aangetrokken tot het ene geslacht maar gaan een vaste relatie eerder aan met het andere geslacht. Maar er zijn ook mensen wier voorkeur gelijk verdeeld is over de geslachten. Er zijn veel variaties mogelijk.
Er is geen factor aan te wijzen die bepaalt of iemand homoseksueel, biseksueel of heteroseksueel is. Volgens veel wetenschappers spelen nature (ontwikkeling, neuronale, genetische, hormonale factoren) en nurture (sociale en culturele factoren) samen een complexe rol in het vormen van de seksuele geaardheid. Ook de complexiteit van seksualiteit, met verschillen tussen geaardheid, gedrag en identiteit, maakt onderzoek erg ingewikkeld. Wat wel duidelijk is, is dat mensen hun seksuele geaardheid niet kunnen kiezen en dat therapieën ter genezing van hun geaardheid niet werken.
Mensen die zich bewust niet willen plaatsen onder het begrip biseksueel, maar wel nieuwsgierig zijn naar een relatie of seksuele activiteit met een persoon van het geslacht dat normaliter niet hun voorkeur geniet, worden ook wel bischierig genoemd.

## Prevalentie en andere cijfers
In 2006 heeft de Rutgers Nisso Groep een bevolkingsonderzoek gedaan naar de seksuele gezondheid in Nederland. Hier komen duidelijk verschillen tussen geaardheid, gedrag en identiteit naar voren. Bij mannen geeft 10,3% aan zich aangetrokken te voelen tot beide geslachten, 10,0% heeft ooit seks gehad met beide geslachten en 3,1% identificeert zichzelf als biseksueel. Bij vrouwen zijn deze percentages 16,4%, 11,6% en 3,3%. Opvallend is dat biseksuelen veel minder open zijn over hun geaardheid dan homoseksuelen. Bij mannen is dit 74,6% versus 32,5%, bij vrouwen is dit 78,8% versus 50,0%.
De gezondheidsenquête van het centraal bureau voor de statistiek in 2017 gaf aan dat er ongeveer 1 miljoen mensen in Nederland zijn met biseksuele gevoelens of ervaringen. Dit zijn ongeveer 9% van de vrouwen, 5% van de mannen en 33% van de transgender personen (man, vrouw, en non-binair).
Volgens onderzoek gedaan door het Landelijk Netwerk Biseksualiteit (2007) onder 50.000 mensen zijn er relevante verschillen tussen biseksueel gedrag en biseksuele identiteit. Bij heteromannen is er 5,5 % die aangeeft zich biseksueel te gedragen, en 7,1 % van de homoseksuele mannen. Bij vrouwen zijn die percentages respectievelijk 5,2 en 13,5 %.
Uit het Nederlands Autisme Register 2017 van de Vrije Universiteit Amsterdam blijkt dat biseksualiteit onder mensen met autisme vaker voorkomt, namelijk bij 8% van de mannen en 27% van de vrouwen. Ook homoseksualiteit komt onder mensen met autisme vaker voor. De oorzaak hiervoor is niet bekend, wel dat het voor deze mensen vaak extra complex is, onder meer als het gaat om de coming-out.
Volgens onderzoek van het Centraal Bureau voor de Statistiek (CBS) waren er in 2023 ongeveer 1,7 miljoen mensen in Nederland met een  bi-plus oriëntatie. Dat was 11,1% van de bevolking van 15 jaar en ouder (5,1% bi-plus man en 6% bi-plus vrouw). Dit getal betreft zowel personen die zich "evenveel tot mannen als vrouwen" aangetrokken voelen, als mannen die zich ze "vooral tot mannen" en vrouwen die zich "vooral tot vrouwen" aangetrokken voelen.

## Acceptatie en discriminatie
Biseksuelen ondervinden veel onbegrip en discriminatie, zowel door heteroseksuelen als door homoseksuelen. Een algehele afkeer van biseksualiteit en biseksuelen, zowel in een groep als individueel, wordt bifobie genoemd.
Biseksuelen wordt vaak verweten niet te willen kiezen, maar van beide walletjes te willen eten. Daardoor zouden ze niet in staat zijn tot een trouwe, monogame relatie. Sommige critici vinden dat biseksualiteit niet bestaat, andere vinden dat biseksuelen alleen in dezelfde mate op beide geslachten kunnen vallen. Homoseksuelen verwijten biseksuelen vaak niet uit te komen voor hun homoseksualiteit, maar zich te verschuilen achter een bestaan als heteroseksueel.
Biseksuelen zijn moeilijk zichtbaar als ze niet expliciet uit de kast komen. In een relatie met iemand van hetzelfde geslacht worden ze vaak beschouwd als homoseksueel en in een relatie met iemand van het andere geslacht als heteroseksueel. Voor de buitenwereld is een biseksueel eigenlijk pas goed zichtbaar in een relatie met een man én een vrouw. De meerderheid van de biseksuelen leeft echter monogaam.
Anderzijds wordt biseksualiteit de laatste jaren in Nederland meer geaccepteerd, met name bij jongeren. 

## Voorzieningen voor biseksuelen

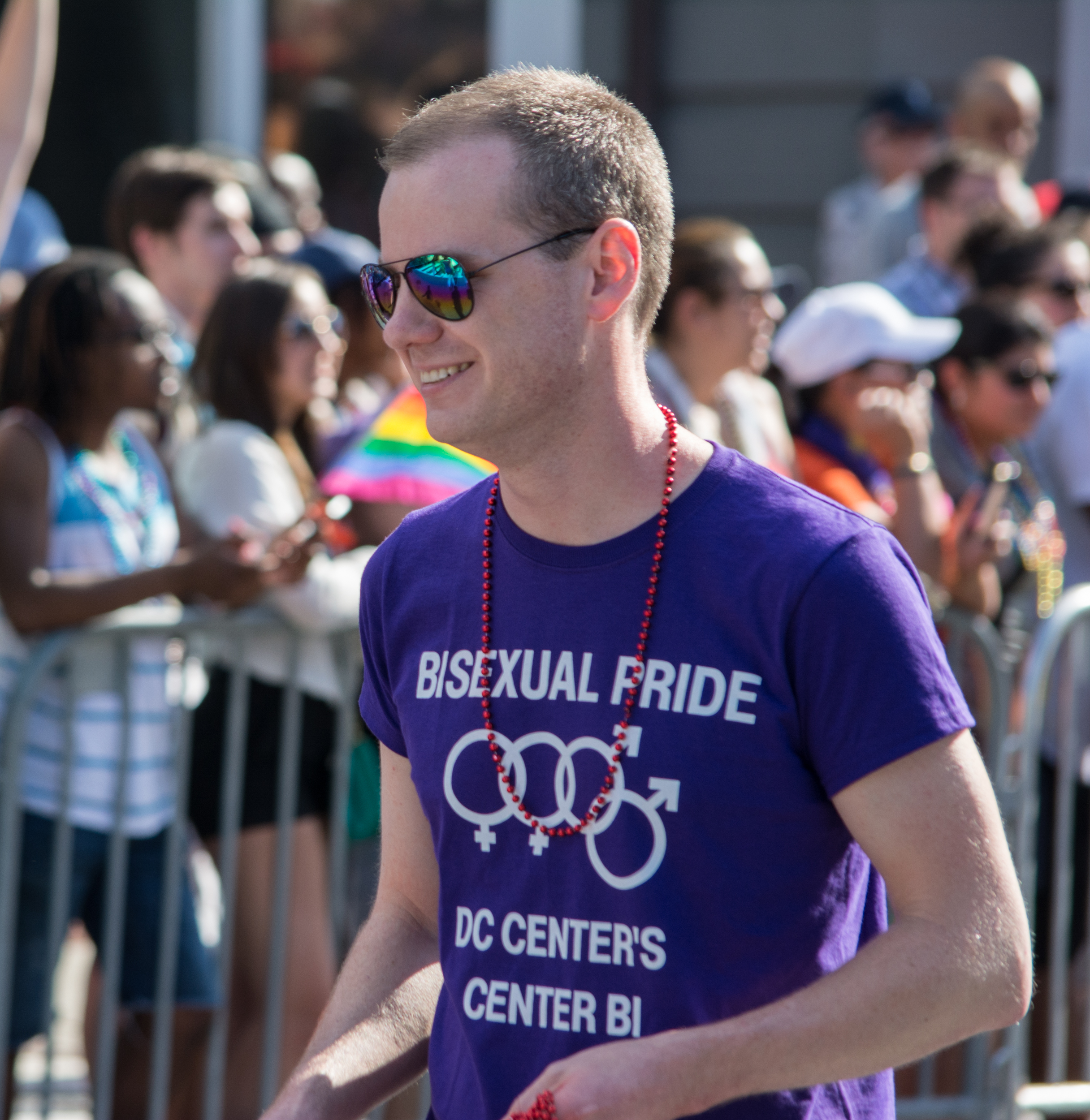
Deelnemer aan Bisexual Pride-demonstratie, 2014

De relatieve onzichtbaarheid van biseksuelen weerspiegelt zich in het geringe aantal voorzieningen dat speciaal op biseksuelen gericht is.
De belangen van biseksuelen worden doorgaans behartigd door de algemene lhbt-belangenorganisaties, zoals het COC in Nederland en çavaria in België. Daarnaast is er in Nederland specifiek voor biseksuelen het in 1991 opgerichte Landelijk Netwerk Biseksualiteit (LNB). 
Sinds 2009 wordt vanuit het LNB de jaarlijkse Holland BiCon georganiseerd, een gevarieerd evenement voor biseksuelen, dat ontstaan is naar het voorbeeld van de Britse UK BiCon en de GoBi Herfstfeesten. Een vergelijkbaar evenement op Europees niveau is de European Bisexual Conference (EuroBiCon), waarvan de derde editie van 28 t/m 31 juli 2016 in Amsterdam werd gehouden.
Om maatschappelijke aandacht te vragen voor biseksualiteit is 23 september de Dag van de biseksualiteit (In het Engels Celebrate Bisexuality Day, Bisexual Pride Day of Bi Visibility Day). Tijdens de Internationale Dag tegen Homo-, Lesbo-, Bi-, Trans-, en Interseksefobie (IDAHOBIT) op 17 mei wordt sinds 2015 ook aandacht gevraagd voor de problemen van biseksuelen. 
Voor biseksuelen zijn er geen aparte uitgaansgelegenheden: voor ontmoetingen met het andere geslacht kunnen zij gebruikmaken van alle voorzieningen die er voor heteroseksuelen zijn, terwijl ze voor contacten met personen van het gelijke geslacht terechtkunnen bij de homohoreca.
Een tijdschrift voor en over biseksuelen is het BiMagazine, een sinds 2003 verschijnend tweemaandelijks blad van Vereniging Bi-kring.

## Symbolen
Op 5 december 1998 werd door ontwerper Michael Page een vlag gepresenteerd die symbool moest staan voor biseksualiteit. De vlag bestaat uit drie horizontale banen in de kleuren magenta, blauw en lavendel. Alternatief symbool zijn twee overlappende driehoeken in de kleuren roze en blauw. 
Michael Page zei het volgende over de kleuren van de biseksuele vlag: "De roze kleur vertegenwoordigt seksuele aantrekking tot hetzelfde geslacht (homoseksualiteit en lesbianisme). De blauwe kleur vertegenwoordigt seksuele aantrekking tot het andere geslacht (heteroseksueel) en het overlappende gedeelte van de kleur paars vertegenwoordigt seksuele aantrekking tot beide geslachten (bi)" Volgens hem hebben de kleuren van de vlag een diepere betekenis, namelijk: "Om het symbolisme van de biseksuele pride vlag te kunnen begrijpen, moet men weten dat de paarse pixels van kleur zich onopgemerkt mengen tussen het roze en het blauw, net zoals in het 'echte leven', waar bi mensen zich onopgemerkt mengen in zowel de homo-/lesbische gemeenschap en de heteroseksuele gemeenschap."
Het biseksuele maansymbool is ontworpen om een verwijzing naar de door het naziregime gebruikte roze driehoek te vermijden.

Biseksualiteitvlag
Biseksualiteitdriehoeken
Biseksualiteitmanen
Biseksualiteitssymbool opgebouwd uit de seksesymbolen voor man en vrouw.